# Paardenzuring
Paardenzuring (Rumex aquaticus) is een vaste plant die behoort tot de duizendknoopfamilie (Polygonaceae). De plant komt voor in de gematigde streken van
Noord- en Midden-Europa en Azië.
De paardenzuring staat op de Nederlandse Rode lijst van planten als niet meer voorkomend in Nederland.
Tot 1950 kwam deze soort voor in de omgeving van Nijmegen en westwaarts aan de benedenloop van de rivieren. Na 1955 zijn er geen waarnemingen meer geweest.
De oorzaak van verdwijning is niet bekend.
De achtergang is gepaard gegaan met een uitbreiding van bastaarden van deze soort met de waterzuring, krulzuring en ridderzuring. Vermoedelijk is dit mede de oorzaak geweest voor de verdwijning.

## Kenmerken
De plant wordt tot 1 tot 1½ meter hoog. De paardenzuring bloeit in juli en augustus.
De onderste stengelbladeren zijn hartvormig, hoger aan de stengel worden de bladeren driehoekiger, spitser en smaller.
De plant groeit op zonnige plekken op een natte ondergrond. Veelal in het getijde gebied van de grote rivieren en in moerassen.